# Reading (Vermont)
Reading ist eine Town im Windsor County des Bundesstaates Vermont in den Vereinigten Staaten mit 687 Einwohnern (laut Volkszählung von 2020).

## Geografie

### Geografische Lage
Reading liegt zentral im Windsor County, am östlichen Rand der südlichen Green Mountains. Höchste Erhebung ist der 793 m hohe Mount Moses. Im Nordosten entwässert der Mill Brook in den Ottauquechee River und im Südosten der North Branch Black River in den Black River. Von Nord nach Süd verläuft die Vermont State Route 106 durch den östlichen Teil der Town.

### Nachbargemeinden
Alle Entfernungen sind als Luftlinien zwischen den offiziellen Koordinaten der Orte aus der Volkszählung 2010 angegeben.
- Norden: Woodstock, 6,6 km
- Nordosten: Hartland, 18,2 km
- Osten: West Windsor, 10,9 km
- Südosten: Weathersfield, 14,1 km
- Süden: Cavendish, 3,3 km
- Südwesten: Ludlow, 12,0 km
- Westen: Plymouth, 11,6 km
- Nordwesten: Bridgewater, 11,1 km

### Stadtgliederung
Auf dem Gebiet der Town Reading befinden sich die Ansiedlungen Felchville, South Reading, Hammondsville und Bailey Mills.

### Klima
Die mittlere Durchschnittstemperatur in Reading liegt zwischen −8,3 °C (17 °F) im Januar und 20,0 °C (68 °F) im Juli. Damit ist der Ort gegenüber dem langjährigen Mittel Vermonts um etwa 2 Grad kühler. Die Schneefälle zwischen Oktober und Mai liegen mit deutlich mehr als zwei Metern (bei einem Spitzenwert im Januar von knapp 50 cm) ungefähr doppelt so hoch wie die mittlere Schneehöhe in den USA. Die tägliche Sonnenscheindauer liegt am unteren Rand des Wertespektrums der USA.

## Geschichte
Reading wurde am 6. Juni 1761 als ein New Hampshire Grant gegründet. Der Grant von Benning Wentworth ging an 62 Siedler. Diese und in Folge ihre Rechtsnachfolger mussten das Land nicht kaufen, doch es gab vier Bedingungen in dem Grant: 5 Acre (2 Hektar) Land von je 50 acre (20 ha) mussten kultiviert und bewirtschaftet werden und die Siedlung musste ausgebaut werden. Es durchfen keine Kiefern gefällt werden, diese gehörten dem König und waren als Mast für die Royal Navy bestimmt. Die Siedler mussten in der Nähe des Zentrums siedeln, damit ein Ort entstehen konnte und die vierte Bedingung war 10 Jahre lang die Zahlung einer Pacht in Höhe von einem Mais Kolben jedes Jahr am 25. Dezember. Nach zehn Jahren waren sie zusätzlich verpflichtet einen Shilling je 100 acres zu zahlen. Wer dem nicht nachkam, verlor sein Land. Diese Regelungen hatten bis zur Gründung der Vermont Republic im Jahr 1791 bestand.

### Einwohnerentwicklung
| Volkszählungsergebnisse – Town of Reading, Vermont | Volkszählungsergebnisse – Town of Reading, Vermont | Volkszählungsergebnisse – Town of Reading, Vermont | Volkszählungsergebnisse – Town of Reading, Vermont | Volkszählungsergebnisse – Town of Reading, Vermont | Volkszählungsergebnisse – Town of Reading, Vermont | Volkszählungsergebnisse – Town of Reading, Vermont | Volkszählungsergebnisse – Town of Reading, Vermont | Volkszählungsergebnisse – Town of Reading, Vermont | Volkszählungsergebnisse – Town of Reading, Vermont | Volkszählungsergebnisse – Town of Reading, Vermont |
| Jahr                                               | 1700                                               | 1710                                               | 1720                                               | 1730                                               | 1740                                               | 1750                                               | 1760                                               | 1770                                               | 1780                                               | 1790                                               |
| -------------------------------------------------- | -------------------------------------------------- | -------------------------------------------------- | -------------------------------------------------- | -------------------------------------------------- | -------------------------------------------------- | -------------------------------------------------- | -------------------------------------------------- | -------------------------------------------------- | -------------------------------------------------- | -------------------------------------------------- |
| Einwohner                                          |                                                    |                                                    |                                                    |                                                    |                                                    |                                                    |                                                    |                                                    |                                                    | 747                                                |
| Jahr                                               | 1800                                               | 1810                                               | 1820                                               | 1830                                               | 1840                                               | 1850                                               | 1860                                               | 1870                                               | 1880                                               | 1890                                               |
| Einwohner                                          | 1120                                               | 1565                                               | 1603                                               | 1409                                               | 1363                                               | 1171                                               | 1159                                               | 1012                                               | 953                                                | 749                                                |
| Jahr                                               | 1900                                               | 1910                                               | 1920                                               | 1930                                               | 1940                                               | 1950                                               | 1960                                               | 1970                                               | 1980                                               | 1990                                               |
| Einwohner                                          | 649                                                | 530                                                | 463                                                | 474                                                | 437                                                | 470                                                | 472                                                | 564                                                | 647                                                | 614                                                |
| Jahr                                               | 2000                                               | 2010                                               | 2020                                               | 2030                                               | 2040                                               | 2050                                               | 2060                                               | 2070                                               | 2080                                               | 2090                                               |
| Einwohner                                          | 707                                                | 666                                                | 687                                                |                                                    |                                                    |                                                    |                                                    |                                                    |                                                    |                                                    |

## Kultur und Sehenswürdigkeiten

### Parks
Im Südosten der Town befindet sich die Knapp Brook Wildlife Management Area. Der 514,76 Hektar (1272 Acre) große Park gehört dem Staat Vermont und wird von ihm bewirtschaftet.

## Wirtschaft und Infrastruktur

### Öffentliche Einrichtungen
Das Dartmouth-Hitchcock Medical Center in Hanover ist das nächstgelegene Krankenhaus für Reading.
Die Reading Public Library Association wurde im Jahr 1869 gegründet. Das Gebäude der Bücherei wurde im Jahr 1899 von Gilbert Davis, einem örtlichen Anwalt gestiftet. Gilbert Davis schrieb einige Zeit später die zweibändige Geschichte der Town.
Es gibt 10 Friedhöfe in Pomfret: Felchville Cemetery, Weld Cemetery, Spear Cemetery, South Reading Cemetery, Amsden Cemetery, Bailey’s Mills Cemetery, Buck Cemetery, Sawyer Cemetery, Shedd Hill Cemetery und den Swain Cemetery.

### Bildung
In Reading befindet sich die Reading Elementary School mit Klassen von Pre-Kindergarten bis zur 4. Klasse.
Reading gehört zur Windsor Central Supervisory Union. Schülerinnen und Schüler der Oberstufe besuchen die Woodstock Union Middle School and High School. Die nächstgelegenen Colleges finden sich in Hanover, New Hampshire, Norwich und Middlebury, die nächste Universität in Plymouth, New Hampshire.

## Persönlichkeiten

### Söhne und Töchter der Stadt
- Titus Brown (1786–1849), Politiker